# ليو ينغ
ليو ينغ (بالصينية: 刘英) هي لاعبة كرة قدم صينية، ولدت في 11 يونيو 1974.

## وصلات خارجية
- ليو ينغ على موقع الاتحاد الدولي (مؤرشف)  (الإنجليزية)
- ليو ينغ على موقع قاعدة بيانات كرة القدم.إي يو (الإنجليزية)
- ليو ينغ على موقع عالم كرة القدم.نت (الإنجليزية)
- ليو ينغ على موقع اللجنة الأولمبية الدولية (الإنجليزية)
- ليو ينغ على موقع أوليمبيديا (الإنجليزية)
- ليو ينغ على موقع اللجنة الأولمبية الصينية (الإنجليزية)